# Extreme Ghostbusters
Extreme Ghostbusters ist eine US-amerikanische Zeichentrickserie und Nachfolgeserie der Zeichentrickserie The Real Ghostbusters bzw. Slimer! And The Real Ghostbusters, die auf dem Film Ghostbusters – Die Geisterjäger (1984) basiert. Die Handlung beruht auf dem gleichen Prinzip: Vier Geisterjäger jagen mit Protonenstrahlern Geister und fangen diese mit ihrer „Geisterfalle“. Das Aussehen der Ausrüstung hat sich im Vergleich mit den Real Ghostbusters geändert.

## Hauptfiguren
Die vier neuen Geisterjäger sind:
- Roland, ein technisches Genie. Er war maßgeblich am Neuaufbau der Protonenwaffen beteiligt. Er ist ein offener, aber auch sehr naiver Typ, welcher für seine Freunde aber Alles geben würde.
- Garrett, der draufgängerische Typ, der aber im Rollstuhl sitzt. Das hindert ihn aber nicht daran, mit allen Mitteln Geister zu jagen. Trotz seiner körperlichen Beeinträchtigung ist er sehr sportlich und für jeden Spaß mit viel Action zu haben.
- Eduardo, ein eitler, auf sich bedachter Typ, der lieber mal wegrennt und sich versteckt. Er hat einen schwierigen Charakter, welcher es seinen Freunden nicht einfach macht mit ihm klarzukommen. Besonders Garrett lässt keine Möglichkeit aus, um Eduardo einen Streich zu spielen.
- Kylie, die erst später zum Team der neuen Ghostbusters gekommen ist, da sie von dem Dämonen Akira besessen war. Sie ist eine zurückhaltende, aber selbstbewusste junge Frau, welche oft des Rätsels Lösung findet.

Aus der vorangegangenen Serie sind aber auch alle Bekannte geblieben:
- Dr. Egon Spengler: Nachdem sich die erste Geisterjäger-Generation komplett aufgelöst hat, hält Egon, der Urvater der Geisterjäger, Vorlesungen über paranormale Erscheinungen an der Uni. Mit dem Auftauchen des Dämons Akira wurde Egon wieder aktiv und bildete aus den Zuhörern seiner Vorlesung die neuen Ghostbusters aus.
- Janine fungiert nach der Wiedereröffnung des Ghostbusters-Büros wieder als Sekretärin.
- Der Nimmersatt Slimer ist der Hausgeist der Ghostbusters. Slimer liebt es andere vollzuschleimen, wobei sein Opfer immer Eduardo ist.
- In einer Doppelfolge kehrt das originale Trio Peter, Winston und Ray zurück, um gemeinsam mit Egon und den neuen Ghostbusters zuerst sich reproduzierende Geister und später einen gigantischen Geisternebel zu bekämpfen.

## Geister und Dämonen
Hauptsächlich werden Sagen und Mythen als Ideenquelle für Geister benutzt. Aber auch Eigenkreationen sind in der Serie zu finden z. B. Dämonen die durch aktives Schreiben auf einer Schreibmaschine erscheinen oder ein Mensch, der Geister kontrollieren kann. Mit dem „Grundel“ kehrte auch eine Figur aus der alten Serie zurück.

## Synchronisation
Die deutsche Synchronfassung wurde bei der Arena Synchron GmbH in Berlin aufgezeichnet. Für die Regie zeichnete Thomas Kästner, welcher auch das Dialogbuch geschrieben hat, verantwortlich.
| Rolle              | Englischer Sprecher | Deutscher Sprecher |
| Das neue Team      | Das neue Team       | Das neue Team      |
| ------------------ | ------------------- | ------------------ |
| Eduardo Rivera     | Rino Romano         | Matthias Klages    |
| Kylie Griffin      | Tara Strong         | Peggy Sander       |
| Garret Miller      | Jason Marsden       | Gerald Schaale     |
| Roland Jackson     | Alfonso Ribeiro     | Michael Iwannek    |
| Das original Team  |                     |                    |
| Dr. Egon Spengler  | Maurice LaMarche    | Eberhard Prüter    |
| Dr. Peter Venkman  | Dave Coulier        | Thomas Kästner     |
| Dr. Raymond Stantz | Frank Welker        | Roland Hemmo       |
| Winston Zeddemore  | Buster Jones        | Axel Lutter        |
| Unterstützung      |                     |                    |
| Janine Melnitz     | Pat Musick          | Gundi Eberhard     |
| Slimer             | Billy West          | Wilfried Herbst    |

## Computerspiele
- siehe Ghostbusters-Spiele